# Joanne Greenberg
Joanne Greenberg (* 24. September 1932 in Brooklyn, New York City) ist eine amerikanische Schriftstellerin. Sie veröffentlicht unter dem Pseudonym Hannah Green.

## Leben
Ab Ende September 1948 wurde Greenberg von Frieda Fromm-Reichmann in der psychiatrischen Klinik Chestnut Lodge im ländlichen Raum von Maryland vier Jahre lang wegen Schizophrenie behandelt. Ab 1952 besuchte sie das College an der American University in Washington.
Sie studierte Anthropologie und Englische Literatur und erlangte einen Bachelorabschluss. Außerdem studierte sie an den Universitäten in London und Colorado. Joanne Greenberg ist seit 1955 mit dem Psychotherapeuten Albert Greenberg verheiratet. Der Ehe entstammen zwei Söhne.

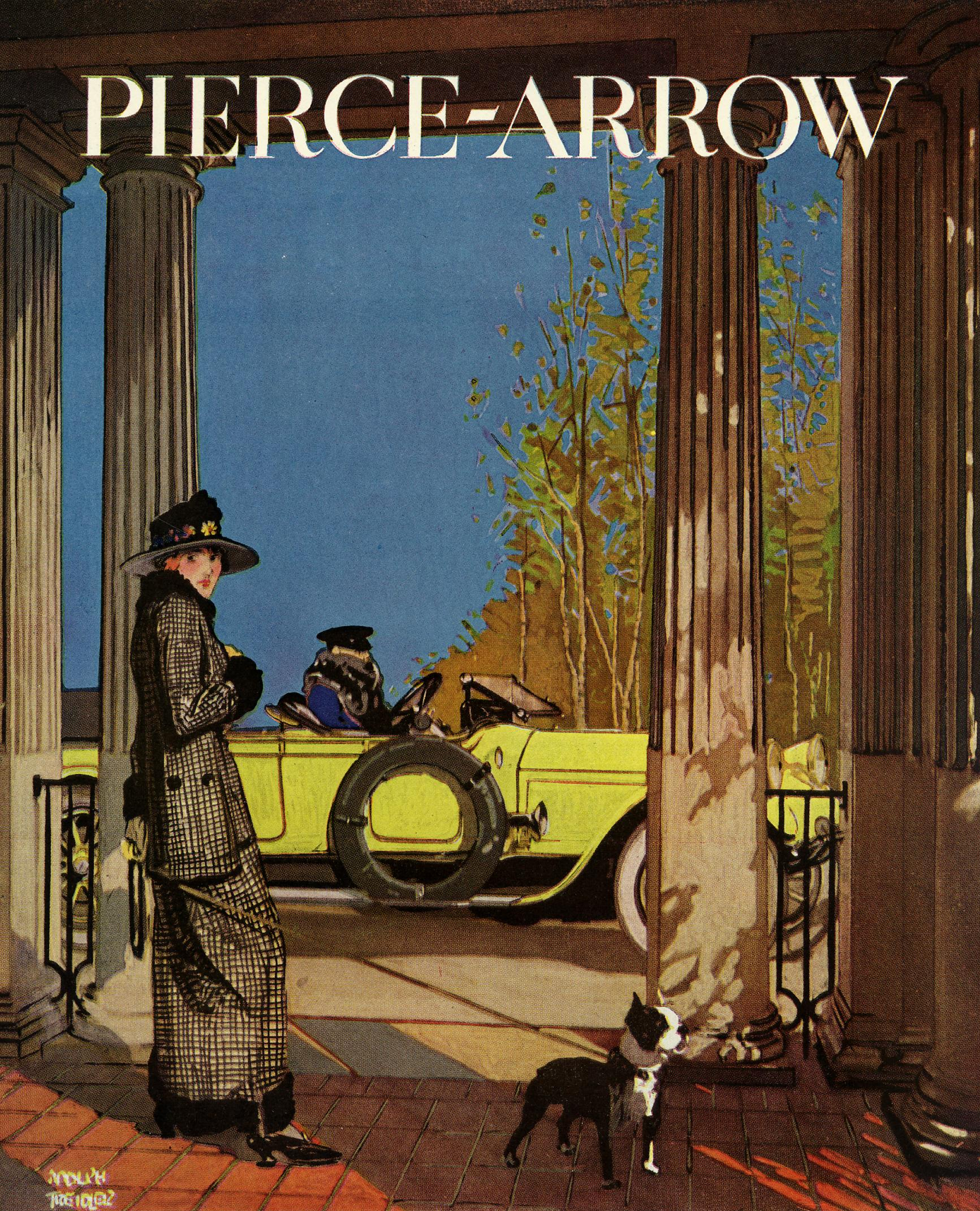
Pierce-Arrow-Reklame von 1919

Ihr erster Roman The King’s Persons (1963) handelt vom Pogrom an der jüdischen Bevölkerung in York am 16. März 1190. Als Schriftstellerin ist Greenberg vor allem durch ihren 1964 publizierten Roman I Never Promised You a Rose Garden (dt. Ich hab dir nie einen Rosengarten versprochen) bekannt geworden. Der Bericht über eine Heilung der Schizophrenie einer Jugendlichen aus einer jüdischen Familie durch die in der Schizophrenie-Behandlung wegbereitende Therapeutin Frieda Fromm-Reichmann trägt stark autobiografische Züge. 1977 wurde der Roman unter dem gleichnamigen Titel verfilmt. 2004 erschien ein ebenfalls gleichnamiges Theaterstück.
Aus ihrer beruflichen Tätigkeit in einem therapeutischen Programm für Klienten, die unter Gehörlosigkeit leiden und die Gebärdensprache erlernen, entstand der Roman In this Sign (1970). Er handelt vom gehörlosen Ehepaar Abel und Janice in der Zeit um 1920. Die Handlung beginnt mit dem Kauf eines Automobils der Marke Pierce-Arrow durch den finanzschwachen Protagonisten Abel.

## Auszeichnungen
- Harry and Ethel Daroff Memorial Fiction Award
- Jewish Book Council of America Award für The King’s Persons

## Werke
- 1963: The King’s Persons.
  - Deutsche Erstausgabe: Kammerknechte. Radius, Stuttgart 1988
  - Taschenbuchausgabe: Knechte des Königs. Übersetzung von Sonja Ott und Klaus-Peter Burkarth. Rowohlt, Reinbek bei Hamburg 1991, ISBN 3-499-15901-5.
- 1964: I never promised you a rose garden. Holt, Rinehart and Winston, New York
  - Deutsche Ausgabe: Ich hab dir nie einen Rosengarten versprochen. Bericht einer Heilung. Übersetzung von Jürgen und Elisabeth Hilke und Ekkehard und Ursula Pohlmann. Radius, Stuttgart 1973; Neuausgabe 2012, ISBN 978-3-87173-931-6.
  - Taschenbuchausgabe: Ich hab dir nie einen Rosengarten versprochen. Rowohlt, Reinbek bei Hamburg 1978; Neuausgabe 2000, ISBN 3-499-22776-2.
- 1965: The Monday Voices.
- 1966: Summering: A Book of Short Stories.
  - Deutsche Ausgabe: Ohne sich zu berühren. Rowohlt, Reinbek bei Hamburg 1985, ISBN 3-499-15661-X.
- 1970: In this Sign. Holt, Rinehart and Winston, New York
  - Deutsche Ausgabe: Mit diesem Zeichen. Aus dem Amerikanischen übersetzt von Kyra Stromberg. Radius, Stuttgart 1975
  - Taschenbuchausgabe: Mit diesem Zeichen. Rowohlt, Reinbek bei Hamburg 1981, ISBN 3-499-14869-2.
- 1976: Founder’s Praise.
  - Deutsche Ausgabe: Wenn es Sommer wird. Rowohlt, Reinbek bei Hamburg 1982, ISBN 3-499-14992-3.
- 1979: High Crimes and Misdemeanors (Short Stories)
- 1981: A Season of Delight.
  - Deutsche Ausgabe: Eine Zeit wie im Paradies. Aus dem Amerikanischen übersetzt von Kyra Stromberg. Rowohlt, Reinbek bei Hamburg 1987, ISBN 3-499-15901-5.
- 1983: The Far Side of Victory.
  - Deutsche Ausgabe: Herbstzeitlose oder: Glückliche Fügung?  Rowohlt, Reinbek bei Hamburg 1988, ISBN 3-499-12186-7.
- 1986: Simple Gifts.
  - Deutsche Ausgabe: Landleben. Radius, Stuttgart 1987, ISBN 978-3-87173-743-5.
- 1987: Age of Consent.
  - Deutsche Ausgabe: Aus freien Stücken, Rowohlt, Reinbek bei Hamburg 1992, ISBN 3-499-12860-8.
- 1988: Of Such Small Differences.
  - Deutsche Ausgabe: Bevor du liebst. Aus dem Amerikanischen übersetzt von Annette Kleinhorst. Diogenes, Zürich 1991, ISBN 3-257-22625-X.
- 1991: With the Snow Queen (Short Stories).
  - Deutsche Ausgabe: Olympia Blues und andere Erzählungen. Aus dem Amerikanischen übersetzt von Annette Keinhorst. Diogenes, Zürich 1993, ISBN 3-257-22732-9.
- 1993: No Reck’ning Made.
- 1998: Where The Road Goes.
- 2006: Appearances.

## Verfilmungen
- 1977: Ich hab’ dir nie einen Rosengarten versprochen (I never promised you a rosegarden)
- 1985: Liebe ohne Worte (Love is never silent) – nach dem Roman In This Sign